# Campeonato Mundial de Natação em Piscina Curta de 2014 - 4x50 m livre masculino
A prova dos 4x50 metros livre masculino do Campeonato Mundial de Natação em Piscina Curta de 2014 foi disputado em 6 de dezembro no Centro Aquático Aspire Sports Complex em Doha.

## Recordes
Antes desta competição, os recordes mundiais e do campeonato nesta prova eram os seguintes:
|    | Nacionalidade | Tempo   | Local   | Data                   |
| -- | ------------- | ------- | ------- | ---------------------- |
| WR | Rússia        | 1:23.36 | Herning | 15 de dezembro de 2013 |

Os seguintes recordes foram estabelecidos durante a competição: 
| Data          | Prova | Nacionalidade | Tempo   | Recorde |
| ------------- | ----- | ------------- | ------- | ------- |
| 6 de dezembro | Final | Rússia        | 1:22.60 | WR      |

## Medalhistas
| Ouro                                                                       | Prata                                                                      | Bronze                                                             |
| Rússia · Vladimir Morozov · Evgeny Sedov · Oleg Tikhobaev · Sergey Fesikov | Estados Unidos · Josh Schneider · Tom Shields · Jimmy Feigen · Ryan Lochte | Itália · Luca Dotto · Marco Orsi · Filippo Magnini · Marco Belotti |

## Resultados

### Eliminatórias
As eliminatórias ocorreram dia 6 de dezembro. 
| Colocação | Bateria | Raia | Nacionalidade    | Nome | Tempo   | Notas |
| --------- | ------- | ---- | ---------------- | --- | ------- | ----- |
| 1         | 2       | 1    | Rússia           | Evgeny Sedov (20.70) Nikita Konovalov (21.26) Yevgeny Korotyshkin (21.65) Aleksandr Popkov (21.24)       | 1:24.85 | Q     |
| 2         | 2       | 3    | Estados Unidos   | Josh Schneider (21.87) Matt Grevers (21.02) Ryan Lochte (20.96) Darian Townsend (21.70)                  | 1:25.55 | Q     |
| 3         | 2       | 6    | Itália           | Luca Dotto (21.51) Filippo Magnini (21.44) Marco Orsi (20.78) Nicolangelo Di Fabio (21.88)               | 1:25.61 | Q     |
| 4         | 1       | 2    | Bélgica          | Jasper Aerents (21.70) Glenn Surgeloose (21.39) François Heersbrandt (22.28) Emmanuel Vanluchene (21.54) | 1:26.91 | Q     |
| 5         | 2       | 5    | Japão            | Yuki Kawachi (21.85) Reo Sakata (21.78) Yuki Kobori (22.39) Tsubasa Amai (22.67)                         | 1:28.69 | Q     |
| 6         | 1       | 3    | China            | Jiang Yuhui (22.98) Hou Mingda (22.25) Shi Yang (21.74) Lin Yongqing (21.84)                             | 1:28.81 | Q     |
| 7         | 2       | 0    | Paraguai         | Charles Hockin (22.90) Max Abreu (22.95) Renato Prono (23.52) Ben Hockin (21.88)                         | 1:31.25 | Q     |
| 8         | 1       | 4    | Filipinas        | Jeremy Lim (23.92) Dhill Lee (23.51) Fahad Alkhaldi (23.54) Jessie Lacuna (23.36)                        | 1:34.33 | Q     |
| 9         | 2       | 7    | Macau            | Chao Man Hou (23.05) Sio Ka Kun (23.73) Yum Cheng Man (23.93) Wong Pok Lao (24.17)                       | 1:34.88 |       |
| 10        | 1       | 1    | Líbano           | Adam Allouche (23.63) Maroun Waked (25.06) Charlie Salame (24.45) Mahmoud Daaboul (24.28)                | 1:37.42 |       |
| 11        | 1       | 5    | Gibraltar        | Jim Sanderson (24.07) John Llanelo (25.46) Karl Pardo (26.06) Colin Bensadon (24.92)                     | 1:40.51 |       |
| 12        | 2       | 8    | Papua-Nova Guiné | Livingston Aika (25.31) Bobby Akunaii (26.44) Sheldon Plummer (27.16) Nathan Nades (25.92)               | 1:44.83 |       |
| 13        | 1       | 8    | Albânia          | Binald Mahmuti (26.73) Aleksander Ngresi (27.16) Deni Baholli (26.05) Klavio Meca (25.71)                | 1:45.65 |       |
| —         | 1       | 6    | África do Sul    | |         | DNS   |
| —         | 1       | 7    | Brasil           | |         | DNS   |
| —         | 2       | 2    | Argélia          | |         | DNS   |
| —         | 2       | 4    | Tajiquistão      | |         | DNS   |

### Final
A final teve sua disputa realizada em 6 de dezembro. 
| Colocação         | Raia | Nacionalidade  | Nome | Tempo   | Notas |
| ----------------- | ---- | -------------- | --- | ------- | ----- |
| Medalha de ouro   | 4    | Rússia         | Vladimir Morozov (21.01) Evgeny Sedov (20.37) Oleg Tikhobaev (20.59) Sergey Fesikov (20.63)              | 1:22.60 | WR    |
| Medalha de prata  | 5    | Estados Unidos | Josh Schneider (21.05) Tom Shields (20.99) Jimmy Feigen (20.79) Ryan Lochte (20.64)                      | 1:23.47 |       |
| Medalha de bronze | 3    | Itália         | Luca Dotto (21.45) Marco Orsi (20.43) Filippo Magnini (21.35) Marco Belotti (21.33)                      | 1:24.56 |       |
| 4                 | 6    | Bélgica        | François Heersbrandt (21.26) Jasper Aerents (21.12) Emmanuel Vanluchene (21.35) Glenn Surgeloose (20.99) | 1:24.72 |       |
| 5                 | 7    | China          | Yu Hexin (21.98) Hou Mingda (22.29) Shi Yang (21.58) Lin Yongqing (21.85)                                | 1:27.70 |       |
| 6                 | 2    | Japão          | Yuki Kawachi (21.78) Reo Sakata (21.76) Yuki Kobori (22.22) Tsubasa Amai (22.69)                         | 1:28.45 |       |
| 7                 | 1    | Paraguai       | Charles Hockin (22.84) Ben Hockin (21.51) Renato Prono (23.01) Max Abreu (23.18)                         | 1:30.54 |       |
| 8                 | 8    | Filipinas      | Jeremy Lim (23.75) Dhill Lee (23.28) Fahad Alkhaldi (23.07) Jessie Lacuna (23.02)                        | 1:33.12 |       |

Legenda
| Recorde mundial       | Recorde mundial (World record)               |                       | Recorde africano                      | Recorde africano (African) |                                           | Q | Classificado por posição (Qualified) |
| Recorde do campeonato | Recorde do campeonato (Championship record)  | Recorde da América    | Recorde da América (Americas)         | q                          | Classificado por melhor tempo (Qualified) |   |                                      |
| Melhor marca do ano   | Melhor marca do ano (World leading)          | Recorde asiático      | Recorde asiático (Asian)              | DNS                        | Não largou (Did not start)                |   |                                      |
| Recorde nacional      | Recorde nacional (National record)           | Recorde europeu       | Recorde europeu (European)            | DNF                        | Não terminou (Did not finish)             |   |                                      |
| Recorde pessoal       | Recorde pessoal do atleta (Personal best)    | Recorde da Oceania    | Recorde da Oceania (Oceania)          | DSQ / DQ                   | Desclassificado (Disqualified)            |   |                                      |
| Recorde da temporada  | Recorde da temporada do atleta (Season best) | Recorde sul-americano | Recorde sul-americano (South America) | NM                         | Sem marca (No mark)                       |   |                                      |